# Kamëntsá
El camsá, kamsá o kamëntšá (també sibundoy i kaminčá) és una ètnia indígena americana que habita a la vall de Sibundoy, en el nord-oest del departament de Putumayo, i en l'est del departament de Nariño, Colòmbia.

## Història
La memòria oral es refereix al Kača, temps de successos extraordinaris de l'origen del món i la cultura; seguit de Kabëngbe, temps de florida de la cultura, amb les seves pròpies formes d'autoritat, treball, festeig i parentiu; i posteriorment Squenëngbe, època de l'arribada i domini dels colonitzadors, que ha estat marcat per la violència física, emocional i espiritual.
Part del territori camsá va ser conquistat pel sapa inca Huayna Cápac en 1492 i va establir allí la població quitxua que avui es coneix com ingues. Després de la derrota dels inques en 1533, la regió va ser envaïda pels espanyols des de 1535 i sotmesa des de 1547 a successives missions catòliques: franciscans, dominics, mercedaris, agustins, jesuïtas i finalment els caputxins que van governar hegemónicament el Sibundoy entre 1893 i 1969. A partir de la sortida dels caputxins els Camsá han aconseguit establir en el seu Resguard, l'autoritat autònoma del Cabildo colonial indígena, reconeguda per la Constitució de Colòmbia de 1991. L'època contemporània és referida pels kamëntšá com Shentsam el temps de l'escassetat, on totes les cultures han d'habitar, meditar i concertar per a perviure.

## Economia
Són agricultors dins del seu territori. Conreen blat de moro, fesol, tumaqueño, col, fava, lulo, arveja, papa i altres tubercles i hortalisses, destacant-se en les seves jajañ (horts) la presència de plantes medicinals. Els xamans, usen el yajé per a dirigir les curacions i connectar-se amb el món màgic. El blat de moro o šboacha és el principal aliment i a més, és indispensable en les celebracions pròpies com el Bësnate o Dia Gran.
El vestit tradicional de l'home és una llarga kusma o ponxo negre o de fons blanc amb llistes blaves o vermelles, ceida amb un cinturó blanc. Les dones porten brusa d'un sol color, faldilla negra que emboliquen dues vegades i faixa ampla de fons blanc i de figures de colors verd o vermell. Tant homes com dones usen collarets de diverses voltes i els homes usaven a més corones de plomes.

## Llengua
Parlen la seva llengua pròpia, la qual no ha estat classificada en cap família i es considera independent. Sense cap prova se l'ha relacionat amb la família txibtxa. És més probable la seva relació amb altres llengües de la regió com l'Andaquí, el Tinigua, el Cofán, l'Awá i el Guambià.

## Notables kamëntsá
- Hugo Jamioy Juagibioy, poeta i activista indígena